# Saulnières (Ille-et-Vilaine)
Saulnières é uma comuna francesa na região administrativa da Bretanha, no departamento Ille-et-Vilaine. Estende-se por uma área de 10,33 km². Em 2010 a comuna tinha 792 habitantes (densidade: 76,7 hab./km²).